# Libre de ti
«Libre de ti» es una canción de Elisa Rego, perteneciente a su primer disco de estudio titulado como ella misma, publicado en el año de 1988. Fue el primer sencillo que se extrae del álbum para lo de la promoción en la radio. Es una composición de la propia Elisa a cargo de la letra del tema y de Enrique Moros a cargo de la música. La producción de este tema corrió por cuenta de Willie Croes.
Hay que recordar que no era la primera vez que Elisa cantaba... desde principios de la década de los '80, Elisa ya venía incursionando en el mundo de la música como cantante en diversos locales nocturnos de Caracas junto con su agrupación ES-3, un grupo de rock underground que se especializaba en hacer 'covers' de canciones de otros artistas.
Desde el primer momento en que se comenzó a promocionar este sencillo en la pauta radial de algunos programas musicales, el tema fue ganando popularidad así como también, escalando puestos en la lista de las canciones más sonadas.

## Acerca de la canción
Se trata de un tema que está producido en ritmo mid-tempo, es decir, es una canción que no es ni rápida ni lenta; pero en el estribillo la velocidad de la canción se incrementa un poco. Está enmarcada dentro del concepto de lo que se considera como tecno-rock: Tenemos la presencia de guitarras eléctricas y batería acústica; pero también esto se ve complementado cuando se agrega al sonido de la canción el uso de teclados y percusión electrónica y la canción tiene cierta atmósfera latina dada precisamente por la percusión a nivel del estribillo, lo que le da cierto aire de Salsa. En la canción también tenemos un solo de 2.ª guitarra que está a cargo de Leo Quintero. En cuanto a los backing-vocals o voces de acompañamiento, los mismos están a cargo de la propia Elisa Rego, Willie Croes y la hermana de Elisa, Beverly Pérez.
La letra de este tema nos habla, grosso modo, de la autoestima de una mujer atrapada dentro de una relación de pareja en donde hay un claro nexo de dependencia, de una persona supeditada a otra y también habla sobre esa extraña sensación que significa la de ya no estar bajo la influencia de ese amor enfermizo, obsesivo a veces e indiferente casi siempre y sentir ahora que se es libre todo aquello, para vivir la vida de una forma quizá más ilusionada, dándonos el valor, como persona, que realmente tenemos.

## Lista de canciones
Este sencillo fue publicado en el formato de sencillo -PROMO de vinilo dirigido básicamente para las emisoras de radio.
Sencillo de vinilo (7 inches): "Libre de ti".
Lado A:
"Libre de ti" / 4:16.
Lado B:
"Libre de ti" / 4:16.

## Créditos de la canción
En la grabación de este tema han intervenido las siguientes personas:
- Teclados: Willie Croes.
- Primera guitarra: Enrique Moros.
- Batería acústica: Aarón Serfaty.
- Segunda guitarra y solo de guitarra: Leo Quintero.
- Percusión: Orlando Poleo.
- Voces de acompañamiento: Elisa Rego, Willie Croes y Beverly Pérez.
- Voz principal: Elisa Rego.
- Producción musical: Willie Croes.